# 295 (číslo)
Dvě stě devadesát pět je přirozené číslo, které následuje po čísle dvě stě devadesát čtyři a předchází číslu dvě stě devadesát šest. Římskými číslicemi se zapisuje CCXCV a řeckými číslicemi σϟε.

## Matematika
295 je:
- Poloprvočíslo
- Nešťastné číslo
- Nepříznivé číslo

## Astronomie
- (295) Theresia je planetka hlavního pásu, kterou objevil v roce 1890 Johann Palisa

## Doprava
- Silnice II/295 je česká silnice II. třídy vedoucí na trase Studenec – Vrchlabí – Špindlerův Mlýn[1][2]

## Ostatní
- +295 byla původně mezinárodní telefonní předvolba San Marina (nyní +378)

## Roky
- 295
- 295 př. n. l.